# Aníbal Cesis Godoy
Aníbal Cesis Godoy (Panamaváros, 1990. február 10. –) panamai válogatott labdarúgó, az amerikai San Diego középpályása.

## Góljai a panamai válogatottban
| #  | Dátum              | Ellenfél           | Eredmény | Kiírás              | Esemény   |
| -- | ------------------ | ------------------ | -------- | ------------------- | --------- |
| 1. | 2014. november 14. | Salvador           | 3 – 1    | barátságos mérkőzés | 25'       |
| 2. | 2021. június 9.    | Dominikai Közösség | 3 – 0    | Vb-selejtező        | 8'        |
| 3. | 2021. október 11.  | USA                | 1 – 0    | Vb-selejtező        | 54' 69'   |
| 4. | 2022. március 28.  | USA                | 1 – 5    | Vb-selejtező        | 45+3' 86' |

## Sportpályafutása
Panamavárosában született, de nevelőegyesülete Argentínában volt. Profi labdarúgó viszont hazájában vált belőle, 2007-ben a Chepo FC-től kapott szerződést. Itt egészen 2013-ig játszott, egy kisebb kitérővel, amikor is az argentin elsőosztályú Godoy Cruz csapatában töltött félévet kölcsönben. 2013.augusztus 28-án a Budapest Honvéd hivatalosan is bejelentette, hogy leigazolta a Panamai válogatott középpályást.